# Antonio Téllez Solá
Antonio Téllez Solá (18. ledna 1921, Tarragona — 27. března 2005, Perpignan) byl španělský anarchista, novinář a historik.

## Životopis
Během Španělské občanské války bojoval na straně republikánů proti Franciscu Francovi. Na konci války v roce 1939, odešel do exilu do Francie. Po tom, co viděl okupaci Francie nacistickým Německem utekl a přidal se k francouzskému odboji, který bojoval převážně proti vichistické Francii.
V roce 1944 se zapojil do guerrillové kampaně v Aran Valley, která nakonec skončila neúspěchem. Poté se zabýval udržováním kontaktu mezi Španěly, kteří žijí v exilu, a těmi, kteří ve Španělsku zůstali.
Po většinu života pracoval Telléz jako novinář pro Agence France-Presse. Nejznámější je díky psaní o anarchistech bojujících proti Francovi i po konci občanské války, což byly boje, pro zbytek světa nepříliš známé. Tyto boje pokračovaly až do roku 1975, kdy Franco zemřel.
Jeho nejznámější dílo je životopis Francisca Sabatého (El Quico), Sabaté, městská guerilla ve Španělsku. Napsal také další životopisy anarchistických bojovníků jako jsou Francisco Ponzán Vidal, Agustin Remiro, José Luis Facerias a Salvador Puig Antich.